# Binarna matrika
Binarna matrika (tudi matrika (0,1), dvojiška matrika, Boolova matrika ali logična matrika) je matrika, ki ima elemente enake 0 ali 1. Število matrik z razsežnostjo {\displaystyle m\times n\!\,} je {\displaystyle 2^{mn}\!\,}, kar pomeni, da je njihovo število končno. Velikokrat so binarne matrike kvadratne.

## Zgled
Naslednja binarna matrika ima razsežnost {\displaystyle 3\times 4\!\,}:
{\displaystyle {\begin{bmatrix}0&0&0&1\\0&1&0&1\\1&1&0&0\end{bmatrix}}\!\,.}

## Uporaba
Ena izmed uporab binarnih matrik je permutacijska matrika.
Binarne matrike se uporabljajo tudi v teoriji grafov.